# (10043) Janegann
(10043) Janegann es un asteroide que forma parte del cinturón de asteroides y fue descubierto por Edward L. G. Bowell desde la Estación Anderson Mesa, en Flagstaff, Estados Unidos, el 14 de agosto de 1985.

## Designación y nombre
Janegann recibió inicialmente la designación de 1985 PN.
Más tarde, en 2001, se nombró en honor de la astrónoma estadounidense Jane Gann (1910-1994).

## Características orbitales
Janegann orbita a una distancia media de 3,128 ua del Sol, pudiendo alejarse hasta 3,514 ua y acercarse hasta 2,742 ua. Tiene una inclinación orbital de 17,33 grados y una excentricidad de 0,1234. Emplea en completar una órbita alrededor del Sol 2020 días. El movimiento de Janegann sobre el fondo estelar es de 0,1782 grados por día.

## Características físicas
La magnitud absoluta de Janegann es 12.